# Villaseco de los Gamitos
Villaseco de los Gamitos là một đô thị ở tỉnh Salamanca, tây Tây Ban Nha, thuộc cộng đồng tự trị Castile-Leon. Đô thị này có cự ly 40 kilômét so với thành phố tỉnh lỵ Salamanca và có dân số thời điểm năm 2008 là 183 người.
Đô thị Villaseco de los Gamitos có diện tích 12,32 km².
Đô thị này nằm ở khu vực có độ cao 835 mét trên mực nước biển.
Mã số bưu chính là 37114.
==Tham khảo==